# Glaciar Fiesch
O Glaciar Fiesch (em alemão:  Fieschergletscher) encontra-se no cantão do Valais, na Suíça a norte de Fiesch, no vale paralelo ao do glaciar de Aletsch.

## Características
Este glaciar de vale, tem 16 km de comprimento o que o torna o segundo maior glaciar da Suíça, mas na sua porção mais largo só tem 1000 m. Contando os braços laterais a sua superfície total era de 34,2 km2 em 1973.
O  Glaciar Fiesch começa no pico Fiescher (Fiescherhorn - 4 409 m) a sul do pico Agassiz (Agassizhorn - 3 946 m), e mais a sul vem juntar-se-lhe o Grünhorn (4 044 m), para terminar no glaciar de Aletsch.
A norte, o glaciar é limitado pelo pico Finsteraar (4 274 m) que é o maior cume dos Alpes berneses.